# امبلا
امبلا (به انگلیسی: Ambale) یک روستا در هند است که در کارناتاکا واقع شده‌است.

## خصوصیات
امبلا ۵٬۷۶۱ نفر جمعیت دارد.